# Fichte Berlin
Der Arbeiter-Turn- und Sportverein Fichte Berlin war der größte und wettkampfstärkste Sportverein der Kampfgemeinschaft für Rote Sporteinheit. Der 1890 gegründete Turnverein wuchs bis auf 8000 Mitglieder in 48 Abteilungen. In der Namensgebung bezog sich der Verein auf den Philosophen Johann Gottlieb Fichte. In ganz Deutschland bestanden Fichte-Vereine. Zum Stammverein gehörten unter anderem Fichte Eimsbüttel Hamburg, Fichte Bielefeld, Fichte Hagen, Fichte Halle, Fichte Leipzig und Fichte Nord-Berlin. Fichte Ost-Berlin schloss sich 1924 mit Sparta Lichtenberg zusammen. Die Handballabteilung führte 1919 als erster Handballverein in Deutschland den Meisterschaftsbetrieb ein. Der Gesamtverein wurde 1933 mit der Reichstagsbrandverordnung als kommunistische Organisation verboten und am 2. Mai 1933 zwangsweise geschlossen.

## Mitglieder
- Martha Butte
- Erich Dawideit (1909–1945)
- Paul Hirsch (1907–1945)
- Fritz Lesch (1898–1937)
- Walter Leu (1908–1944)

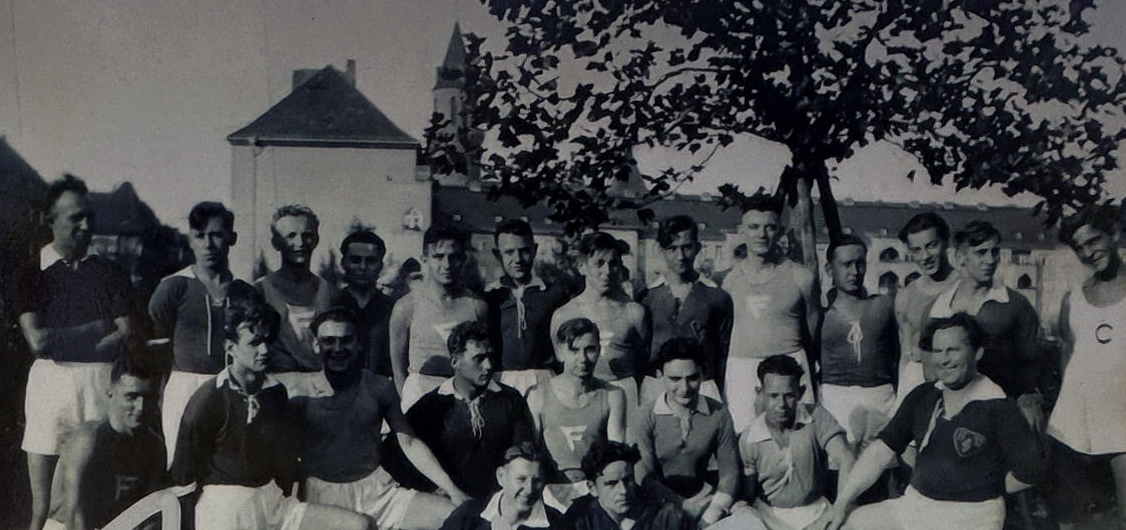
Gruppenfoto von der Berliner Gedenktafel

- Karl Maron (1903–1975), Vorsitzender
- Peter Neuhof (* 1925)
- Anna Rathmann
- Herbert Reinert
- Fritz Riedel
- Elfriede Schaumann (1915–1942)
- Erwin Schulz
- Ilse Thiele (1920–2010)
- Helmut Wagner (1911–1944)
- Anna Wendel (1909–2002)
- Paul Zobel (1891–1945)